# Michael Scharnagl
Michael Scharnagl (* 30. Juni 1989) ist ein sehbehinderter österreichischer alpiner Skifahrer. Er nahm an den Winter-Paralympics 2022 teil.

## Leben
Michael Scharnagl leidet an Morbus Stargardt, einer degenerativen Augenkrankheit, die sein Sehvermögen immer mehr beeinträchtigt. Er ist beinahe blind. Für den Tiroler ist das kein Grund, auf Sport zu verzichten. Seine große Leidenschaft ist das Skifahren. Beruflich ist er seit 2012 Physiotherapeut mit einem eigenen Studio in Kirchbichl.

## Karriere
Im Gesamt-Weltcup 2020/21 belegte Scharnagl den fünften Platz. Trotz einer schweren Verletzung durch einen Kreuzbandriss im Training bei der Weltmeisterschaft 2021 im norwegischen Lillehammer qualifizierte er sich für die Winter-Paralympics 2022 in Peking. Zu einer Medaille reichte es jedoch nicht.
Bei den Alpinen Para-Skiweltmeisterschaften 2023 im spanischen Espot gewann Michael Scharnagl die Bronzemedaille in der Abfahrt. Sein Begleitläufer ist Florian Erharter.